# Tomas Haugen
Tomas Haugen, född 9 juni 1974, är en norsk musiker, mer känd under pseudonymen Samoth.
Samoth började sin musikaliska bana i gruppen Thou Shalt Suffer tillsammans med vännen Ihsahn. Som många andra inom den tidiga norska black metal-scenen valde han att gå under en pseudonym i banden han spelade. Pseudonym Samoth (eller Zamoth) är helt enkelt hans förnamn baklänges. 
Karriären fortsatte i Emperor men fick sig ett avbräck då han drogs in i turbulensen kring scenen i Norge. Eftersom han hade varit med om en kyrkbränning så dömdes han till 1 år i fängelse. Förutom sin medverkan i Emperor har Samoth varit med som sessionsmusiker i flera olika band, bland annat Satyricon och Arcturus. 
Efter Emperors uppbrott har han spelat i bandet Zyklon tillsammans med Trym från sitt gamla band. Han driver även ett skivbolag, Nocturnal Art Productions, som har släppt en del skivor. Haugen har likt bandkollegan i Emperor, Ihsahn, en dotter.

## Diskografi (urval)
- 1990 – Rehearsals '90 (demo) – Xerasia (gitarr)
- 1990 – The Land of the Lost Souls (demo) – Embryonic (gitarr, basgitarr)
- 1991 – Into the Woods of Belial (demo) – Thou Shalt Suffer (gitarr)
- 1991 – Open the Mysteries of Your Creations (EP) – Thou Shalt Suffer (gitarr)
- 1992 –Wrath of the Tyrant (demo) – Emperor (trummor)
- 1992 – Seven Harmonies of Unknown Truths (demo) – Ildjarn (sång)
- 1993 – Aske (EP) – Burzum (basgitarr)
- 1994 – As the Shadows Rise (EP) – Emperor (gitarr)
- 1994 – In The Nightside Eclipse – Emperor (gitarr)
- 1994 – Pentagram – Gorgoroth (basgitarr)
- 1994 – The Shadowthrone – Satyricon (gitarr, basgitarr)
- 1994 – Constellation (EP) – Arcturus (gitarr)
- 1994 – Blood Must be Shed (EP) – Zyklon-B (gitarr)
- 1997 – Reverence (EP) – Emperor (gitarr)
- 1997 – Anthems to the Welkin at Dusk – Emperor (gitarr)
- 1998 – The Winds That Spoke of Midgard's Fate – Hagalaz' Runedance (trummor, viola, ståbas)
- 1999 – IX Equilibrium – Emperor (gitarr)
- 2001 – World ov Worms – Zyklon (gitarr, basgitarr)
- 2001 – Prometheus: The Discipline of Fire & Demise – Emperor (gitarr)
- 2003 – Aeon – Zyklon (gitarr)
- 2005 – Gospels for the Sick – Scum (gitarr)
- 2006 – Disintegrate – Zyklon (gitarr)
- 2010 – Ominous – The Wretched End (gitarr)
- 2012 – Inroads – The Wretched End (gitarr)